# Гремлин
Гремлин е митологично същество, подобно на домовик и сходно на гоблин.
Често се среща в скандинавската митология и английския фолклор. To е малко, злобно и обича да прави пакости и в частност да поврежда различни механизми, най-вече на летателни апарати.
Терминът се появява за първи път през 1940 година в средите на английските летци и авиатори, когато техните самолети започват мистериозно да се повреждат. През 1984 година излиза филма „Гремлините“ (Gremlins, 1984).